# Ivone Benedetti
Ivone Benedetti (São Paulo, 15 de fevereiro de 1947) é escritora e tradutora brasileira.

## Biografia
É doutora em Letras pela Universidade de São Paulo (USP), tendo defendido sua tese sobre poesia medieval francesa, em 2004. Seu primeiro romance, Immaculada, foi finalista do Prêmio São Paulo de Literatura de 2010. Seu segundo romance, Cabo de Guerra, mistura ficção e realidade, tratando de modo complexo o tema da ditadura militar no Brasil.
Atua no mercado editorial desde 1987. Traduziu, entre outras, obras de Honoré de Balzac (Eugénie Grandet, Ilusões perdidas), Giovanni Boccaccio (Decameron), Umberto Eco (Número Zero) e Antoine de Saint-Exupéry (O Pequeno príncipe). Criou cursos para tradutores e organizou o Dicionário Martins Fontes de Italiano.

## Obras
- 2016 - Cabo de Guerra (romance) - Boitempo
- 2011 - Tenho um Cavalo Alfaraz (contos) - Martins Fontes
- 2009 - Immaculada (romance) - Martins Fontes

### Não ficção
- 2017 - Altos contrastes - estudo dos contrastes sintáticos entre os pares inglês-português e francês-português, aplicado à tradução.
- 2004 - A Arte da Conjugação dos Verbos em Português - Martins Fontes
- 2004 - Dicionário Martins Fontes de italiano - organização.